# E/S Vaxholmen
För f.d. färjan Vaxholmen, färja 335 och omdöpt till M/S Merkurius år 2014, se  M/S Merkurius
E/S Vaxholmen, är en av Trafikverket Färjerederiets färjor. 
Vaxholmen är en eldriven personfärja, som gick på Kastelletleden, det vill säga sträckan mellan Vaxholms stad och Vaxholms kastell i Vaxholm.